# Cercospora malvacearum
Cercospora malvacearum är en svampart som beskrevs av Chidd. 1960. Cercospora malvacearum ingår i släktet Cercospora och familjen Mycosphaerellaceae.   Inga underarter finns listade i Catalogue of Life.